# Erythroxylum moonii
Erythroxylum moonii là một loài thực vật có hoa trong họ Erythroxylaceae. Loài này được Hochr. mô tả khoa học đầu tiên năm 1905.